# Cantón Calvas
Cantón Calvas är en kanton i Ecuador.   Den ligger i provinsen Loja, i den södra delen av landet, 500 km söder om huvudstaden Quito. Antalet invånare är 28 185. Arean är 841 kvadratkilometer.
Terrängen i Cantón Calvas är bergig.